# Louis Beaulieu
Louis Beaulieu, né le 8 octobre 1840 à Langon en Gironde, mort décapité le 8 mars 1866  en Corée, est un des prêtres des Missions étrangères de Paris qui fit partie des 103 Martyrs de Corée.
Il est béatifié le 6 octobre 1968 par Paul VI, et canonisé le 6 mai 1984 par Jean-Paul II.